# Halvor Birkeland
Halvor Birkeland (30 de outubro de 1894 — 26 de junho de 1971) foi um velejador norueguês, campeão olímpico. Ele competiu nos Jogos Olímpicos de Verão de 1920 na classe 12 Metre e conquistou a medalha de ouro na disputa realizada segundo as regras de 1907 a bordo do Atlanta com Henrik Østervold, Rasmus Birkeland, Lauritz Christiansen, Hans Næss, Halvor Møgster, Jan Østervold, Kristian Østervold e Ole Østervold.